# William Skurla
William Charles Skurla (ur. 1 czerwca 1956 w Duluth) – amerykański duchowny katolicki rytu bizantyjskiego, arcybiskup Pittsburgha, głowa Kościoła katolickiego obrządku bizantyjsko-rusińskiego.

## Praca duszpasterska
Święcenia kapłańskie przyjął 23 maja 1987 w zakonie franciszkanów. Po święceniach pracował jako dyrektor ds. powołań w klasztorze w Sybertsville. W listopadzie 1993 wystąpił z zakonu i został kapłanem eparchii Van Nuys, gdzie działał jako proboszcz w Tucson oraz konsultor eparchialny. 
W dniu 19 lutego 2002 został mianowany przez Jana Pawła II biskupem Van Nuys. Sakry biskupiej udzielił mu biskup Andrew Pataki. 6 grudnia 2007 został przeniesiony do eparchii Passaic. Po śmierci arcybiskupa Basila Schotta został wybrany 19 stycznia 2012 nowym arcybiskupem Pittsburgha. Ingres odbył się 18 kwietnia tego samego roku.